# Cinnamomum loureiroi
Cinnamomum loureiroi är en lagerväxtart som beskrevs av Christian Gottfried Daniel Nees von Esenbeck. Cinnamomum loureiroi ingår i släktet Cinnamomum och familjen lagerväxter. Inga underarter finns listade i Catalogue of Life.